# دومرسهاوزن
دومرسهاوزن (به آلمانی: Dommershausen) یک شهر در آلمان است که در راین-هونسروک واقع شده‌است. دومرسهاوزن ۱٬۱۴۸ نفر جمعیت دارد.